# Grammorhoe rosea
Grammorhoe rosea är en fjärilsart som beskrevs av Edward P. Wiltshire 1946. Grammorhoe rosea ingår i släktet Grammorhoe och familjen mätare. Inga underarter finns listade i Catalogue of Life.